# Mortel (Leudal)
Mortel is een buurtschap van Roggel in de gemeente Leudal, in de Nederlandse provincie Limburg. Tot 2007 viel de buurtschap onder de gemeente Roggel en Neer.
Mortel is vlak ten oosten van Roggel gelegen en was oorspronkelijk een agrarische gemeenschap, gescheiden van de kern Roggel door het landbouwgebied het Baetserveld, waarin de buurtschap Baetsen was gelegen. In de jaren 70 en 80 van de 20e eeuw is het Baetserveld door nieuwbouwplannen opgevuld met woonhuizen en is Mortel als het ware vastgegroeid aan Roggel. Het gebied ten oosten van de buurtschap is landelijk gebleven en een aantal oude boerderijen en huizen is behouden. Aangrenzende buurtschappen zijn Ophoven in het oosten en Op de Bos in het zuiden.
Dorpen: Baexem · Buggenum · Ell · Grathem · Haelen · Haler · Heibloem · Heythuysen · Horn · Hunsel · Ittervoort · Kelpen-Oler · Neer · Neeritter · Nunhem · Roggel

Buurtschappen: Aan de Bergen · Aan het Broek · Achter het Klooster · Asbroek · Beekkant · Berik · Blenkert · Brumholt · Caluna · Castert · De Horck · Dries · Eiland · Eind · Ellerhei · Gendijk · Geneijgen · Gerhegge · Haelense Broek · Hanssum · Heiakker · Heide (Heythuysen) · Heide (Roggel) · Heioord · Heugde · Hoek · Hollander · Hoogschans · Hoogstraat · De Horck · Kappert · Karreveld · Keizerbos · Kinkhoven · Laak · Maxet · Mortel · Nijken · Op de Bos · Ophoven · Overhaelen · Roligt · Santfort (deels) · Schaapsbrug · Schans (Ell) · Schans (Roggel) · Schillersheide · Smidstraat · Strubben · Uffelse · Venne · Vestjenshoek · Vlaas · Waije

Voormalige gemeenten: Haelen · Heythuysen · Hunsel · Roggel en Neer

Limburg: Steden en dorpen      Nederland: Provincies · Gemeenten